# Росален, Мануэль
Мануэль Росален Бельон (исп. Manel Rosalén i Bellón; 15 июня 1911, Барселона — 15 мая 1989, Барселона) — испанский футболист, выступал на позиции полузащитника. Известен по выступлениям за клуб «Барселона».

## Биография
Начал свою карьеру в барселонском клубе «Юпитер», где провёл пять лет. В 1935 году перешёл в состав «Эркулеса» из Аликанте, выступающего в Примере. Дебютировал в высшем дивизионе 10 ноября 1935 года, в матче против мадридского «Реала». После начала Гражданской войны, вернулся в родную Барселону и играл за «Юпитер», пока в 1939 году не был приглашён в состав «Барселоны». В составе гранда испанского футбола, Росален сыграл 168 игр, из них 90, в чемпионате Испании. В 1942 году в составе клуба стал обладателем Кубка Испании, в финале обыграв Атлетик из Бильбао со счётом 4-3. Заканчивал карьеру игрока в «Бадалоне» и «Сант-Андреу». В составе сборной Каталонии сыграл четыре матча. Работал тренером в «Юпитере» и «Оспиталете».

## Достижения
- Обладатель Кубка Испании: 1941/42